# Mas Ritmo Caliente!
Albums de Cal Tjader
Latin Kick Cal Tjader / Stan Getz Sextet
Mas Ritmo Caliente! est un album studio de la discographie de Cal Tjader enregistré en trois sessions, avec trois formations différentes et sorti en 1957. Il contient les versions cha-cha-cha de Perfidia, et de Poinciana, la version studio de « Tumbao ».

## Style de l'album
Latin jazz, mambo, merengue, salsa, cha-cha-cha.

## Titres
- Face A (19:14)[1]

1. Perdido (A1) - 6:52  ∫ de Juan Tizol, Ervin Drake et Bobby Woodlen
2. Armando's Hideaway (A2) - 2:32 ∫  de Armando Peraza
3. Cuco On Timbales (A3) - 1:40 ∫ de Armando "Cuco" Sanchez
4. Tumbao (A4) - 3:15 ∫ de Rubén González et Cal Tjader
5. Ritmo Rumba (A5) - 0:53 ∫ de Cal Tjader
6. Big Noise From Winnetka (A6) - 4:02	∫ de Bob Crosby, Ray Bauduc, Bob Haggart et Gil Rodin

- Face B (19:44)

1. Poinciana[2] Cha Cha (B1) - 3:38 ∫ de Buddy Bernier et Nat Simon
2. Mongorama (B2) - 6:20  ∫ de Mongo Santamaría
3. Ritmo Africano (B3) - 1:34 ∫ de Cal Tjader
4. Perfidia[3] Cha Cha (B4) - 8:12 ∫ de Alberto Domínguez

## Personnel et enregistrement
Trois formations différentes de Cal Tjader se partagent les dix titres de cet album. On remarquera particulièrement la formation Cal Tjader And His Orchestra dans laquelle la section rythmique percussions est renforcée pour donner plus de puissance au son Latin jazz.
- Enregistrement à San Francisco (Californie) le 10 septembre 1957 et le 11 octobre 1957. Masters Fantasy Records.
- Enregistrement à New York, le 20 novembre 1957. Masters Fantasy Records.

## Design de couverture
- Description : Une jeune femme photographiée en pied et effectuant une danse latine sur une scène. En arrière-plan, sur un plan de scène surélevé, se trouve un vibraphone. Prise de vue en noir et blanc. Typographie en jaune ocre.
- Photographie de :

## Informations de Sortie
- Année de Sortie : 1957
- Intitulé : Cal Tjader - Mas Ritmo Caliente !
- Label : Fantasy Records
- Référence Catalogue : Fantasy F-3262
- Format :  LP 33 ou (12")
- Liner Notes : Ralph J. Gleason[7]

## Réédition FormatLPetCD
Réédition en album LP 33 Série Stéréo Disque en 1964 sous le titre Mas Ritmo Caliente !
- Références : Fantasy Records F-8077[9].

Puis dans la compilation Los Ritmos Calientes, les 10 titres ont été réédités dans l'ordre.
- Références : Fantasy Records F 24712 ou FCD 24712-2 (1992), sorti le 13 octobre 1992[9].

## Observations
3 titres au format long dépassant les 6 minutes.
Cal Tjader et son orchestre, se livrent complètement sur « Perfidia Cha Cha », ce titre est le plus long de l'album. On sent bien qu'ils ont voulu jouer avec le rythme, dans tous les sens du terme sur le nom de la chanson, qui, traduit, est perfidie, ou perfide… A en perdre son haleine !

### Critique[11]
Malgré son manque de pigmentation Callen Radcliffe Tjader Jr., mieux connu sous le nom de scène de Cal Tjader, était un vrai chat à pattes de velours en matière de jazz latin.
Le percussionniste doté de plusieurs talents a enregistré des douzaines d'albums au cours sa carrière, la plupart d'entre eux explorant son intérêt sincère et profond pour ce genre particulier qu'est la musique Latin jazz.
Mas Ritmo Caliente capture, donne exemple, définit ce moment magique quand un jazz léger rencontre la chaleur; quand le rythme nord-américain rencontre celui des Caraïbes et quand la côte Est rencontre celle de l'Ouest.
En sélectionnant des talents locaux, Tjader a divisé l'album en trois sessions d'enregistrement séparées à San Francisco, et New York. En 1957, ces musiciens étaient au sommet de leur forme et exhibent une exubérante jeunesse : ce qui constitue une part intégrante de l'explosion du Latin jazz.
L'album commence sur les notes du titre « Perdido » (composé en 1942), un des tout premiers titres de Latin jazz jamais écrit.
D'autres grands moments ponctuent ce disque : « Poinciana Cha Cha », un titre très rythmé qui ne demande qu'à vous faire bouger pour aller danser et "Mongorama" par Mongo Santamaría (âgé de trente-cinq ans, il est alors le membre senior de ce groupe !). La chanson est une excuse pour se lâcher; et se lâcher, ils le font si bien que Mongo et Willie Bobo se partagent dès lors la vedette.
Le dernier titre de cet album, « Perfidia Cha Cha » commence avec Jerry Sanfino à la flûte et Cal au vibraphone jouant de toutes ses barres. "Chombo" Silva attaque alors un magnifique solo d'improvisation, puis c'est le tour de chaque soliste tandis que Mongo, Luis Kant et Willie Bobo mènent un rythme de cha-cha-cha endiablé sur lequel personne ne restera immobile. À 8:12, l'ingénieur coupe le faders parce qu'il est à court de vinyle. Les musiciens continuent alors à jouer comme ils font toujours, et je donnerais tout ce que j'ai au monde pour entendre le reste de cette jam-session.
En attendant, je savourerai ce Mas Ritmo Caliente que nous avons de Cal Tjader et ses amis. Êtes-vous encore certain que le chat est blanc?.